# Agnes Ibbetson
Agnes Ibbetson (1757–1823) fue una fisióloga vegetal inglesa.

## Vida
Nació en Londres en 1757 y fue hija de Andrew Thomson Esq. de Roehampton, un mercader de la ciudad. 
En 1783 se casó en Bushey, Hertfordshire con James Ibbetson, hijo mayor del reverendo James Ibbetson D.D., rector y archidiácono de St. Albans. 
Su marido James fue un abogado y anticuario aficionado al que el Lincoln's Inn admitió en 1771 y que falleció en 1790 a los 35 años, dejando viuda a Agnes. 
Después del fallecimiento de James, Agnes se mudó a Devon donde vivió el resto de su vida. Falleció en febrero de 1823 en Exmouth a los 66 años. Su sobrino fue Charles Poulett Thomson, un político que se convirtió en el primer gobernador de Canadá.

### Trabajo
A pesar de su aislamiento de la comunidad científica de la época, Ibbetson comenzó a publicar su fisiología de las plantas a los 50 años. Su trabajo se basó principalmente en la observación y experimentación. Ibbetson usó una gran gama de microscopios, disección de plantas, y otras tecnologías para realizar sus estudios, y creyó que las funciones de las plantas poseían explicaciones mecánicas. Entre 1809 y 1822, Ibbetson contribuyó con más de 50 publicaciones a Nicholson's Journal y Philosophical Magazine acerca de la estructura microscópica y fisiología de las plantas.  En el departamento de botánica del Museo Británico se preservan algunos especímenes del bosque y algunas placas microscópicas que preparó, con descripciones manuscritas que representan veinticuatro años de trabajo y ponen de manifiesto su creencia errónea de que los brotes se originan endógenamente y forzan su camino hacia afuera.

## Legado
El género Ibbetsonia fue dedicado por John Sims en su memoria, pero ahora es considerado idéntico al género Cyclopia de Ventenat.